# Saison 4 de Seinfeld
 (août 2023).
- Si vous ne connaissez pas le sujet, laissez ce bandeau (vous pouvez alors contacter les auteurs).
- Si vous supprimez le contenu mis en cause (vous pouvez préalablement contacter les auteurs),

argumentez précisément cette suppression dans la page de discussion
(un manque de référence n'est pas un argument ; une recherche réelle de référence doit avoir été effectuée, être formellement documentée).
 (mai 2016).
Chronologie
Saison 3 Saison 5
La quatrième saison de Seinfeld, une sitcom américaine, est diffusée pour la première fois aux États-Unis par NBC entre le 12 août 1992 et le 20 mai 1993.

## Liste des épisodes

### Épisode 1:Les Vedettes[1/2]
- Titre original : The Trip [1/2]
- Numéro(s) : 41 (4.1) / Diff° 4.01
- Scénariste(s) : Larry Charles
- Réalisateur(s) : Tom Cherones
- Diffusion(s) :
  -  États-Unis : 12 août 1992
- Invité(es) : Corbin Bernsen, Fred Savage, George Wendt, dans leur propre rôle
- Résumé : Comme Jerry est invité à participer au Tonight Show de Jay Leno, à Los Angeles, il demande à George de l'accompagner, ainsi ils pourront revoir leur ami Kramer qui vient de jouer dans un épisode de Murphy Brown. Pendant ce temps, Kramer essaie de percer à Hollywood, notamment avec un scénario; il passe également des auditions, où il fait la connaissance d'une jolie blonde.
La police de Los Angeles découvre le cadavre mutilé d'une femme.

Jerry et George, après de petits quiproquos à l'hôtel, partent à la recherche de leur ami.

La police découvre un nouveau corps, celui d'une jolie blonde, ainsi qu'un papier qui dénonce son assassin : « ...by Kramer ».

Jerry, accompagné de George, se rend aux studios de NBC pour l'enregistrement de l'émission.
La police interroge une colocataire de Kramer : ils remontrent la piste du tueur en série. Jerry et George apprennent aux nouvelles à la télévision que c'est leur ami qui est recherché...
- Commentaire : Mention de l'épisode de Murphy Brown : voir ici.
  - Kramer essaie de placer son scénario à Fred Savage, star de 12 à 17 ans de la série Les Années coup de cœur.
  - Le scénario de Kramer s'intitule The Keys (Les clefs) et fait référence à cet épisode : on peut apercevoir la couverture qui dit « The Keys - A movie treatment by »...une partie est déchirée... « Kramer » ! On ne connaît donc toujours pas le prénom de Kramer.
  - Au Tonight Show, George rencontre dans les couloirs les autres invités : Corbin Benson de la série La Loi de Los Angeles et George Wendt de Cheers. Évidemment, il observera un comportement de vrai beauf à leur égard, en les conseillant pour leur série: à l'antenne, ils se moqueront les deux de ce quidam dérangé qui les a ennuyés avant l'émission, à la grande honte de George dans le public.
  - On ne verra pas Jay Leno (The Tonight Show) pendant l'épisode; par ailleurs, Jerry ne sera pas satisfait de sa prestation, un vrai bide...
  - Elaine n'apparaît pas dans cet épisode, l'actrice Julia Louis-Dreyfus étant en congé maternité.

### Épisode 2:Les Vedettes[2/2]
- Titre original : The Trip [2/2]
- Numéro(s) : 42 (4.2) / Diff° 4.02
- Scénariste(s) : Larry Charles
- Réalisateur(s) : Tom Cherones
- Diffusion(s) :
  -  États-Unis : 19 août 1992
- Invité(es) :
- Résumé : Jerry et George appellent la police pour innocenter Kramer et un véhicule va les amener au commissariat. En chemin, les policiers arrêtent un voleur de voiture et l'emmènent avec eux et Jerry et George. Lors d'une nouvelle intervention sur le terrain, le voleur de voiture s'échappe.

Kramer est arrêté et interrogé. Il est bientôt innocenté et relâché. Les trois amis se réconcilient après l'histoire malheureuse des clefs.

Les nouvelles annoncent l'arrestation du tueur en série de Los Angeles : Jerry et George, de retour à New York comme Kramer, reconnaissent le voleur de voiture avec qui ils ont causé !
- Commentaire : Suite de l'épisode 041; diffusé une semaine après celui-ci.
  - Elaine n'apparaît pas dans cet épisode, l'actrice Julia Louis-Dreyfus étant en congé maternité.
  - Lors de l'arrestation de Kramer un plan d'ensemble montrant ce qui se passe devant lui nous dévoile un groupe de personnes où l'on peut apercevoir, côte à côte, Larry David (co-créateur de Seinfeld) et Larry Charles (un des scénaristes de la série).

### Épisodes 3/4:Série noire
- Titre original : The Pitch et The Ticket
- Numéro(s) : 4. / Diff° 4.03, 4.04
- Scénariste(s) : Larry David pour The Pitch, Larry Charles pour The Ticket
- Réalisateur(s) : Tom Cherones
- Diffusion(s) :
  -  États-Unis : 16 septembre 1992
- Invité(es) :
- Résumé : Jerry est approché par des gens de NBC car la chaîne serait intéressée pour qu'il développe une idée d'émission.

Kramer et Newman s'échangent des biens, qui satisferont l'un (un casque), cependant pas l'autre (un anti-radar).

Au café Monk's (en), Jerry et George mentionnent qu'Elaine est en Europe avec son petit ami, un psychiatre. Ils discutent le projet de Jerry pour NBC et c'est George qui émet le premier l'idée d'un « show about nothing », une émission sur rien. Jerry se laisse séduire par le concept.

Jerry et George vont présenter leur idée à la direction de NBC et, dans le salon d'attente, ils rencontrent Joe Devola, un ami de Kramer un peu déjanté, soigné par le petit ami psy d'Elaine. Pendant les discussions avec les cadres de NBC, George monopolise la parole, pas de la meilleure manière...

Plus tard, Jerry engueule George car la séance de travail avec NBC s'est terminée avec un George qui a quitté la salle car personne ne comprenait son concept ! Jerry avoue à Kramer avoir trop parlé à Devola, au sujet d'une prochaine fête de Kramer et celui-ci prend peur. George arrive avec Susan, une des cadres de NBC ; Kramer lui vomit dessus.

NBC leur redonne une chance et ils se rendent immédiatement au rendez-vous. En chemin, Jerry jette dans une poubelle sa montre bracelet toujours en retard, un cadeau de ses parents. Son oncle Leo passe par là, ils causent une minute et Jerry et George se rendent à leur réunion. Oncle Leo trouve une belle montre dans une poubelle.

Newman exige de Kramer qu'il l'accompagne au tribunal comme témoin, pour contester une amende qu'il a reçue, selon lui, à cause de l'anti-radar défectueux de Kramer.

À NBC, la séance se passe bien mieux car George s'est presque tu.

Au tribunal, tout se passe de plus en plus mal pour Newman...

Au café Monk's, George veut refuser l'offre de 13 000 dollars de NBC pour écrire le premier jet de leur émission. Jerry prend peur car il voit dehors Devola qui, probablement, le cherche et demande l'aide d'un policier...
- Commentaire : Double épisode de 40 minutes.
  - Jerry fait des représentations au club Improv.
  - Le personnage de Newman, interprété par Wayne Knight, est présent dans cet épisode. Au grand étonnement de Jerry, il mentionne (avoir eu) une petite amie.
  - Une réplique critique à l'égard des sitcoms (dont Seinfeld fait partie) :
    - Seinfeld, un peu agacé, à George : « Since when are you a writer?
    - George : « Depuis quand es-tu un scénariste ? - Quoi, un scénariste ? On parle seulement de sitcom, hein ! »

  - La première idée d'utiliser le quotidien dans leur série que George émet est celle de leur mésaventure lorsqu'ils ont attendu une fois une table à un restaurant chinois, devenue l'épisode 011.
  - Lorsque le cadre de NBC, dubitatif, demande à George pourquoi des spectateurs regarderaient une « émission sur rien », celui-ci répond du tac au tac « parce que c'est à la télévision ! »
  - Pendant l'épisode, on aperçoit Elaine et son ami enlacés à Paris puis à Rome (après mention de leur passage à Londres). L'actrice Julia Louis-Dreyfus était en congé maternité.
  - Ted Danson est mentionné plusieurs fois pendant l'épisode, comme bon exemple de très haute rémunération à la télévision. Il était, à l'époque, la star de Cheers.

### Épisode 5:Le Portefeuille
- Titre original : The Wallet
- Numéro(s) : 45 (4.5) / Diff° 4.05
- Scénariste(s) : Larry David
- Réalisateur(s) : Tom Cherones
- Diffusion(s) :
  -  États-Unis : 23 septembre 1992
- Invité(es) :
- Résumé : Les parents de Jerry arrivent à New York car son père, Morty, doit aller soigner son mal de dos.

George annonce à Susan, le cadre de NBC, que 13 000 dollars ne sont pas suffisants pour développer le scénario d'un épisode pilote. Susan lui offre cependant des cigares cubains reçus de son père.

Les parents de Jerry demandent où Jerry a bien pu mettre sa belle montre. « En réparation », ment-il et Kramer s'en mêle...
Les parents de Jerry se rendent chez le médecin conseillé. S'étant déshabillé, Morty se fait voler son portefeuille.

Jerry engueule George (qui croit toujours tout savoir mieux) concernant le refus des 13 000 dollars. George offre les cigares de Susan à Kramer. Elaine, de retour d'Europe, veut se séparer de son petit ami, le Dr Reston. Elle lui indique qu'elle a quelqu'un d'autre dans sa vie : Kramer.

Au restaurant avec l'oncle Leo, Helen et Morty Seinfeld remarquent que celui-là porte la même montre qu'ils ont offerte à leur fils...
- Commentaire : Le mal de dos du père de Jerry, Morty, date de cet épisode.
  - L'épisode se termine par un « To be continued... » (« À suivre ») et l'histoire finit dans l'épisode suivant.

### Épisode 6:La Montre
- Titre original : The Watch
- Numéro(s) : 46 (4.6) / Diff° 4.06
- Scénariste(s) : Larry David
- Réalisateur(s) : Tom Cherones
- Diffusion(s) :
  -  États-Unis : 30 septembre 1992
- Invité(es) :
- Résumé : Au restaurant, le débat sur la montre continue. La gérante est avenante selon Helen, la mère de Jerry.

Susan confirme à George que l'aventure de l'épisode pilote à 13 000 dollars est bien finie pour eux, « grâce » à lui. George panique et s'empare de l'agenda de Susan pour y repérer l'adresse du big boss, Russell.

Elaine demande à Kramer d'être son petit ami aux yeux du Dr Reston dont elle veut se séparer. Kramer téléphone à celui-ci et un rendez-vous est fixé.

Pendant que Kramer devient presque ami avec le Dr Reston, Elaine fait connaissance par hasard de Joe Devola, le fou, George se débat de son côté avec Russel - chez celui-ci, le soir, sans être invité ! - et Jerry rachète finalement sa montre à l'oncle Leo pour le sextuple du prix. George obtient une dernière chance pour l'épisode pilote, à 8 000 dollars cette fois-ci !

La »du restaurant donne ses coordonnées à Jerry, qui commence à avoir peur lorsqu'il l'entend rire...

Jerry offre un nouveau porte-monnaie à son père, y ayant dissimulé 400 dollars. Le père le trouve moche et le jette dans une poubelle. L'oncle Leo ramasse dans une poubelle un porte-monnaie tout neuf...
- Commentaire : Suite de l'épisode 045 ; diffusé une semaine après celui-ci.

### Épisode 7:Chacun dans sa bulle
- Titre original : The Bubble Boy
- Numéro(s) : 47 (4.7) / Diff° 4.07
- Scénariste(s) : Larry David et Larry Charles
- Réalisateur(s) : Tom Cherones
- Diffusion(s) :
  -  États-Unis : 7 octobre 1992
- Invité(es) :
- Résumé : Jerry revient chez lui avec Naomi et il écoute son répondeur, sur lequel George a laissé un message qui fait allusion au rire remarquable de celle-ci; la cheffe de restaurant part vexée.

George est invité en week-end chez les parents de Susan et demande à Jerry de les accompagner avec Elaine. Kramer ne peut pas se joindre à eux car il va jouer au golf avec ses nouveaux amis cubains.

Au Monk's, un homme reconnaît le comédien Jerry Seinfeld et lui demande d'aller souhaiter bon anniversaire à son fils, atteint d'une grave maladie, qui vit dans une bulle; par chance cela se trouve sur le chemin pour aller au chalet des parents de Susan.

Jerry et Elaine dans une voiture et George et Susan dans une autre quittent New York, puis se perdent rapidement de vue car George conduit trop rapidement. Dans un café sur la route, Jerry signe une photo à une admiratrice, puis Elaine le lui fait regretter immédiatement, sa dédicace étant médiocre.

George et Susan sont accueillis chez l'enfant-bulle, Donald, et la rencontre de George avec le handicapé dégénère aussitôt.

Kramer a pu se libérer et, avec Naomi, ils rejoignent les premiers le chalet du week-end. Un cigare oublié par Kramer met le feu à cette résidence secondaire.
- Commentaire : Cet épisode présente un enfant handicapé particulièrement désagréable et vulgaire (il demande par exemple à Susan d'enlever son top), ce qui a été souvent le principe de cette série grand public: jouer avec la morale et les valeurs du politiquement correct.
  - George est invité à jouer au Trivial Pursuit avec l'enfant-bulle. Il doit lui poser la question « Qui a envahi l'Espagne au VIIIe siècle ? ». Donald répond correctement « les Maures » (mais la fiche-réponse comporte une erreur de frappe) et George affirme que son adversaire s'est trompé puisque la réponse juste est « les Maupes » (« the Moors » et « the Moops » dans la version anglaise).
  - La voix et le comportement de Donald font plus penser à un homme qu'à un enfant.

### Épisode 8:Au pied de la lettre
- Titre original : The Cheever Letters
- Numéro(s) : 48 (4.8) / Diff° 4.08
- Scénariste(s) : Larry David
- Réalisateur(s) : Tom Cherones
- Diffusion(s) :
  -  États-Unis : 28 octobre 1992
- Invité(es) :
- Résumé : Avant de se mettre au travail sur leur épisode pilote pour NBC, Jerry et George commentent l'ironie de l'incendie: le père de Susan offre une boîte de cigares à sa fille, qui en fait cadeau à George, qui la passe à Kramer, qui met le feu au chalet du père de Susan ! Jerry appelle Elaine, mais doit passer d'abord par sa collaboratrice Sandra, une pipelette, ce qui l'agace.

Chez les parents de Susan, celle-ci et George annoncent l'incendie.

Jerry est amené à sortir avec Sandra pour se faire pardonner, car elle est au courant de sa plainte à Elaine. Ils débutent une relation amoureuse qui rapidement s'emballe: dans leurs ébats, Sandra lui parle vulgairement, et Jerry essaie de lui répliquer de la même manière, mais cela choque Sandra, qui s'en va. Au Monk's, Jerry raconte cette anecdote à George, en espérant que Sandra ne le rendra pas ridicule aux yeux d'Elaine.

Kramer se rend à la mission permanente de Cuba auprès des Nations Unies pour réclamer des cigares.

Chez les parents de Susan, un coursier des assurances amène la seule chose demeurée intacte après l'incendie : une boîte. Susan l'ouvre et découvre des lettres d'amour...entre son père et un homme, John Cheever ! Jerry et George s'éclipsent sur la pointe des pieds.

Elaine arrive chez Jerry et celui-ci est ravi de constater que, manifestement, elle ne sait rien de sa maladresse avec Sandra. Bon cœur, il lui paie les 429 dollars qu'elle a dû régler à son employeur pour des conversations téléphoniques indues, dénoncées par Sandra lorsqu'elles étaient en froid. Jerry et George se remettent au travail et Elaine les quitte malicieusement en leur lançant la « phrase sale » que Jerry avait dite à Sandra...
- Commentaire : Le talking dirty de Jerry semble bien sage et là réside toute l'ironie. Alors que Sandra lui parle de ses dessous pendant leurs ébats, il lui lance un « Tu veux dire, la lingerie que ta maman t'a préparée ? »[a]). La chute de l'épisode est qu'Elaine lui ressort cette phrase après avoir prétendu ne pas savoir ce qu'il avait dit.
  - John Cheever est un écrivain américain qui a gagné le prix Pulitzer, bisexuel par ailleurs. George, en fin d'épisode, lit un de ses livres, Falconer (le nom d'un pénitencier), et le trouve même très bon.

### Épisode 9:L'Opéra
- Titre original : The Opera
- Numéro(s) : 49 (4.9) / Diff° 4.09
- Scénariste(s) : Larry Charles
- Réalisateur(s) : Tom Cherones
- Diffusion(s) :
  -  États-Unis : 4 novembre 1992
- Invité(es) :
- Résumé : Joe Devola laisse un message menaçant sur le répondeur de Jerry. Celui-ci le rappelle pour tenter de s'expliquer, sans pouvoir le joindre. Kramer a procuré des billets pour l'opéra à tout le monde. Elaine évoque son nouveau petit ami, Joey, rencontré alors qu'elle se séparait du psy.
Elaine fait une visite surprise chez Joey et découvre un mur placardé de photos d'elle. Elle annule l'opéra avec lui car il lui fait peur.
George apprend que Susan ne va pas pouvoir l'accompagner à l'opéra et il décide d'aller vendre les billets au noir.
Alors que Jerry et Elaine attendent Kramer et ses billets devant l'entrée de l'opéra, ils comprennent que Joey est Joe Devola !
Finalement, Jerry, Elaine, Kramer, Susan (qui s'est libérée), un gros asiatique qui a acheté le billet de George attendent le début de la représentation lorsqu'ils comprennent que Joe Devola détient le sixième de leurs billets...
- Commentaire : À l'opéra, l'œuvre présentée est Paillasse (Pagliacci dans sa version originale, ce qui signifie « clowns »).

### Épisode 10:La Vierge
- Titre original : The Virgin
- Numéro(s) : 50 (4.10) / Diff° 4.10
- Scénariste(s) : Peter Mehlman
- Réalisateur(s) : Tom Cherones
- Diffusion(s) :
  -  États-Unis : 11 novembre 1992
- Invité(es) :
- Résumé : Au club Improv, Jerry fait remarquer à George que leur travail depuis plus d'un mois sur un épisode pilote pour NBC n'est pas très productif. Jerry rencontre aussi la sympathique Marla.
Au Monk's, Jerry tente d'expliquer à George qu'il a bien une petite amie officielle en la personne de Susan et qu'il ne peut pas la quitter en raison de leur projet pour NBC.
Chez lui, Jerry batifole avec Marla. Elle lui demande ce qu'il a pensé de Berlin, car, lors d'une première rencontre entre eux, Jerry s'était défilé en mentionnant devoir partir en Europe. Elle mentionne aussi être vierge. Jerry n'a pas le temps d'encaisser l'information qu'Elaine arrive et parle librement de son diaphragme. George survient et ils se mettent au travail après avoir commandé du chinois.
Elaine rencontre Marla pour banaliser un peu les affaires de sexe. Plus tard, par accident, Elaine renverse le livreur chinois.
Jerry et George se rendent chez NBC pour discuter le premier jet de leur épisode pilote. George embrasse Susan sur la bouche pour lui dire bonjour !
Jerry et George apprennent que Susan a perdu son travail en raison d'une trop grande proximité avec celui-ci... donc il peut se séparer d'elle.

### Épisode 11:Onaniste qui mal y pense
- Titre original : The Contest
- Numéro(s) : 51 (4.11) / Diff° 4.11
- Scénariste(s) : Larry David
- Réalisateur(s) : Tom Cherones
- Diffusion(s) :
  -  États-Unis : 18 novembre 1992
- Invité(es) :
- Résumé : Au Monk's, George apprend à ses amis que sa mère l'a surpris en train « de le faire ». Après s'être moqués de lui, Jerry, Elaine, George et Kramer font le pari d'être celui ou celle qui tiendra le plus longtemps « sans le faire », sur l'honneur.
Chez Jerry, lui, George et Kramer aperçoivent dans un appartement en face une très belle femme qui se balade toujours toute nue. Kramer, tout d'un coup, s'absente puis revient en clamant qu'il a perdu le pari !
George rend visite à sa mère à l'hôpital (elle s'est démis le dos en tombant lors de sa découverte sur son trivial fils) et est excité par la scène d'une très belle infirmière lavant une malade : George est très tenté, mais résiste.
Elaine, à son club de sports fait la connaissance de John Fitzgerald Kennedy Jr.. Elle en devient folle, pense souvent à lui, mais résiste.
Jerry n'est toujours pas passé à l'acte avec Marla. Il est très frustré mais résiste. Plus tard, il regarde même des dessins animés à la télévision pour se changer les idées.
Elaine arrive chez Jerry et avoue avoir perdu le pari à cause de John-John. Heureusement elle a rendez-vous avec lui ce soir. Un quiproquo fait que c'est Marla qui passera sa première nuit avec ledit John-John.
- Commentaire : Le mot masturbation n'est pas prononcé une seule fois pendant l'épisode.
  - C'est la première fois que l'on peut apercevoir Estelle Costanza, la maman de George, interprétée par Estelle Harris.
  - George, pour « le faire », se donne des idées en feuilletant le magazine Glamour; les sous-titres français sur le DVD traduisent par Voici alors que Elle ou Cosmopolitan auraient été plus appropriés.
  - La réplique d'un Kramer avouant avoir perdu le pari le premier est devenue célèbre : « I'm out! »
  - Une expression de cet épisode est entrée dans la culture populaire américaine. Lorsque Jerry confirme à Kramer qu'il n'a toujours pas perdu le pari, celui-ci lui rétorque « alors tu es toujours le maître de ton domaine » (« Master of your domain »). Pendant l'épisode, des variantes sont utilisées: « Roi du comté », « seigneur du manoir », « reine du château ». L'expression sera utilisée par un personnage secondaire dans un épisode de la saison 5.
  - La mention de la famille Kennedy est assez fréquente dans Seinfeld. John-John est le surnom de John Fitzgerald Kennedy Jr.
  - Cet épisode a permis à Larry David, cocréateur et scénariste fréquent de la série, de gagner en 1994 un prix du meilleur scénario de série télévisée de comédie décerné par la Writers Guild of America.

### Épisode 12:L'Aéroport
- Titre original : The Airport
- Numéro(s) : 52 (4.12) / Diff° 4.12
- Scénariste(s) : Larry Charles
- Réalisateur(s) : Tom Cherones
- Diffusion(s) :
  -  États-Unis : 25 novembre 1992
- Invité(es) :
- Résumé : Elaine a accompagné Jerry à Saint Louis et ils prennent l'avion pour retourner à New York. Jerry est déclassé en première classe alors qu'Elaine doit se contenter de l'économique. Lors du trajet, l'avion sera détourné sur l'aéroport de LaGuardia, puis ramené sur JFK.
Pendant que Jerry passe un voyage de rêve, voisin d'une superbe femme blonde avec qui il peut partager champagne et autres produits de luxe, Elaine doit supporter la promiscuité, un voisin déplaisant et de nombreux autres désagréments...
George vient chercher à l'aéroport Jerry, accompagné de Kramer. Ils feront un aller retour entre JFK et La Guardia. George achète Time Magazine car il y a un article sur Jerry dans lequel on doit parler de lui, ce qui l'amènera à « faire connaissance » d'un criminel convoyé par avion. Kramer croit reconnaître un débiteur d'il y a vingt ans. Tout cela va mal se terminer pour eux...
La charmante blonde donne ses coordonnées à un Jerry enchanté.
- Commentaire : Elaine a une sœur qui vit à Saint Louis.
  - Jerry ne veut pas céder la place en première classe à Elaine. Son excuse de mauvaise foi est la suivante :
    - Elaine, as-tu déjà volé en première classe ?
    - Non.
    - Eh bien tu vois, tu ne vas jamais savoir ce que tu manques. J'ai volé moi en première classe, Elaine, et donc je ne peux plus jamais retourner en économique !

  - Larry Charles, un des principaux scénaristes de la série, fait une apparition dans cet épisode (de ses quelques apparitions c'est celle qui aura marqué le plus les téléspectateurs).
  - Larry David, co-créateur de Seinfeld, fait la voix-off d'un des passagers dans cet épisode.
  - Bill Masters, un des scénaristes de la série, fait également une apparition.

### Épisode 13:Indiscrétion
- Titre original : The Pick
- Numéro(s) : 53 (4.13) / Diff° 4.13
- Scénariste(s) : Larry David
- Réalisateur(s) : Tom Cherones
- Diffusion(s) :
  -  États-Unis : 16 décembre 1992
- Invité(es) :
- Résumé : George se plaint de ne plus être avec Susan. Pour ses problèmes en général, Jerry lui conseille d'aller voir Dana, la thérapeute d'Elaine. Elaine aperçoit une carte de Noël de Tia, la blonde que Jerry a rencontrée dans l'avion, et aime l'idée que ce soit une photo de celle-là. Kramer propose immédiatement à Elaine de réaliser une photo d'elle à cette fin.
Tia rend visite à Jerry et celui-ci remarque que son parfum est celui de l'océan, se souvenant que c'est Kramer qui en a eu l'idée !
George va chez la thérapeute et ne rencontre que des problèmes... avec sa fermeture éclair.
Quelques jours plus tard, Jerry a reçu une lettre d'Elaine et, en sa présence, l'ouvre. Il remarque, au grand dam d'Elaine, que l'on voit son mamelon sur la photo! Et elle a envoyé cette carte à une centaine de personnes!
En voiture, Jerry se gratte le nez et Tia, dans un taxi qui passe, l'aperçoit: il est persuadé qu'elle croit qu'il se mettait le doigt dans le nez.
Kramer va réclamer son dû chez Calvin Klein qu'il accuse d'avoir volé son idée...
- Commentaire : L'idée du parfum océanique de Kramer remonte à l'épisode 032 Le Distributeur de bonbons.
  - Le personnage de Newman, interprété par Wayne Knight, est présent dans cet épisode.
  - Le titre original de l'épisode, The Pick, signifie le fait de se mettre les doigts dans le nez, opposé au « scratch », le grattage.
  - Une sœur d'Elaine se nomme Gail.

### Épisode 14:L'Avocate
- Titre original : The Visa
- Numéro(s) : 54 (4.14) / Diff° 4.15
- Scénariste(s) : Peter Mehlman
- Réalisateur(s) : Tom Cherones
- Diffusion(s) :
  -  États-Unis : 27 janvier 1993
- Invité(es) :
- Résumé : Au Monk's, George drague, en la faisant rire, une avocate d'origine chinoise; elle s'en va en lui demandant de l'appeler. Jerry et Elaine arrivent en parlant du courrier dont celle-ci s'est chargée pendant son absence en tournée. Jerry propose d'aller au restaurant à quatre, avec l'avocate, mais George refuse car il craint que celle-ci se rende compte qu'il n'est pas si drôle que cela, en comparaison de Jerry.
Un quiproquo fait qu'ils se retrouvent les quatre dans le même restaurant. Ils font connaissance, notamment que Cheryl est l'avocate de son cousin Ping, le livreur chinois qu'Elaine a renversé par mégarde. George explique à Jerry qu'il ne doit pas être drôle ce soir: il observera donc un comportement abattu.
Jerry se félicite que Buba, le cuisinier pakistanais, travaille au Monk's.
Plus tard, Buba est emmené par la police car il n'est pas en règle avec ses papiers. Jerry découvre qu'un formulaire des services de l'immigration pour Buba s'est égaré dans son courrier retenu par Elaine. L'avocate Cheryl va pouvoir l'aider.
Kramer raconte qu'il vient d'être expulsé d'un camp de vacances en Floride car il a frappé une des plus grandes gloires du baseball.
Cheryl tombe sous le charme d'un Jerry toujours mélancolique avec elle. Puis, plus tard, comprenant qu'il a joué un rôle à la demande de George, elle décide de ne plus les voir et de continuer à soutenir les charges contre Elaine au tribunal.
Le pauvre Babu est renvoyé au Pakistan.
- Commentaire : Le livreur chinois a été renversé lors de l'épisode 050 La Vierge.
  - Babu fait sa première apparition lors de l'épisode 025 Le Q.I..
  - Kramer frappe Mickey Mantle, une icône de la culture populaire américaine. D'autres joueurs des Yankees sont mentionnés dans cet épisode : Joe Pepitone (en), Moose Skowron (en), Hank Bauer et Clete Boyer.

### Épisode 15:Quel cinéma!
- Titre original : The Movie
- Numéro(s) : 55 (4.15) / Diff° 4.14
- Scénariste(s) : Steve Skrovan, Bill Masters et John Hayman
- Réalisateur(s) : Tom Cherones
- Diffusion(s) :
  -  États-Unis : 6 janvier 1993
- Invité(es) :
- Résumé : Jerry, Elaine, George et Kramer se sont donné rendez-vous au cinéma. George et Elaine sont arrivés les premiers mais la séance est complète et ils décident d'aller dans une autre salle toute proche: ils demandent à Kramer qui vient d'arriver d'attendre Jerry qui ne doit pas tarder.
Jerry doit jongler le même soir entre son rendez-vous et un engagement professionnel.
Les quatre amis vont se croiser, se perdre et ne pas se retrouver...
- Commentaire : Cet épisode est un exemple du principe « traiter de rien » de la série : il s'agit simplement d'un rendez-vous au cinéma qui foire.
  - Le film qu'ils ont décidé d'aller voir s'intitule Checkmate et trois d'entre eux termineront dans la salle qui projette Rochelle, Rochelle, un film érotique, évidemment européen, qui sera souvent cité dans la série.

### Épisode 16:En être ou ne pas en être
- Titre original : The Outing
- Numéro(s) : 56 (4.16) / Diff° 4.17
- Scénariste(s) : Larry Charles
- Réalisateur(s) : Tom Cherones
- Diffusion(s) :
  -  États-Unis : 11 février 1993
- Invité(es) :
- Résumé : Jerry a rendez-vous avec une journaliste au Monk's mais elle ne vient pas. Elaine se rend compte qu'à la table voisine deux femmes les écoutent et elle lance à haute voix une phrase sur l'homosexualité de Jerry et George. Les deux voisines ricanent.
Elaine veut offrir à Jerry pour son anniversaire un téléphone à deux lignes mais Kramer est plus rapide qu'elle.
La journaliste, Sharon, vient interviewer Jerry chez lui et le reconnaît : c'est l'homosexuel du Monk's. Elle lui pose des questions à double sens et George, qui est présent, est très familier avec Jerry, ce qui amplifie l'ambiguïté pour Sharon. Jerry reconnaît enfin la voisine qui écoutait. Ils démentent être homosexuels et Sharon commente que cela n'est pas honteux.
George saute sur l'occasion et, pour se débarrasser d'Allison, sa petite amie, lui avoue être homosexuel, ce qu'elle ne croit pas.
Ayant reçu le téléphone à deux lignes, Jerry le teste immédiatement en appelant George, puis Sharon. Sharon entend la conversation entre Jerry et George, pendant laquelle, moqueurs, ils en ont rajouté sur leur homosexualité... Le mal est fait et la nouvelle paraît dans les journaux...
Finalement, Jerry arrive à séduire Sharon, mais, à ce moment, George a la mauvaise idée de venir chez lui prouver à Allison que lui et Jerry forment un couple...
- Commentaire : Jerry et George vont assurer à Sharon qu'ils ne sont pas homosexuels tout en tenant à préciser qu'« il n'y a rien de grave à cela »" (« Not that there's anything wrong with that! »). Cette précision politiquement correcte est répétée de nombreuses fois et par plusieurs personnages dans l'épisode. Elle reviendra souvent dans la série et est entrée dans la culture populaire américaine.
  - Autres éléments identifiés comme gay dans la culture populaire et apparaissant dans cet épisode :
    - George offre à Jerry des places pour aller voir ensemble une comédie musicale, - en présence de Sharon, Kramer vient inviter Jerry et George au sauna,
    - Elaine offre un CD de Bette Midler, icône de la culture gay,

  - Sharon rappelle à Jerry Lois Lane, la fiancée éternelle de Superman.

### Épisode 17:Obsessions
- Titre original : The Shoes
- Numéro(s) : 57 (4.17) / Diff° 4.16
- Scénariste(s) : Larry David et Jerry Seinfeld
- Réalisateur(s) : Tom Cherones
- Diffusion(s) :
  -  États-Unis : 4 février 1993
- Invité(es) :
- Résumé : Jerry et George écrivent le scénario de leur épisode pilote ; ils en éliminent le personnage d'Elaine. Kramer a snobé Gail, une ex-petite amie de Jerry.
Au Monk's, Elaine est vexée de ne plus apparaître dans l'histoire. Gail arrive, se plaint de Kramer et remarque les chaussures coûteuses d'Elaine.
George est chez sa thérapeute, Dana, qui n'a pas aimé le scénario.
Kramer sort maintenant avec Gail, qui lui a parlé des chaussures dispendieuses d'Elaine. Celle-ci s'en vexe.
Elaine va parler de ce problème à Gail, sur son lieu de travail, la cuisine d'un restaurant en vogue. Malade, elle tousse même dans une assiette en train de partir en salle, qui est servie à Russell, le directeur de NBC!
Jerry et George se trouvent chez Russel pour discuter le scénario. Leur hôte ne se sent pas bien du tout depuis un repas pris dans un restaurant et la séance est remise à plus tard. Avant de partir, ils ont juste le temps de faire connaissance de Molly, la fille de 15 ans de Russell, et de son décolleté.
Russell, ayant surpris le regard peu recommandable de George, annule le pilote.
Jerry et George retournent au restaurant pour tenter de rattraper le coup avec Russell. Pas par hasard, Elaine est aussi présente et elle charme Russel...
- Commentaire : Molly est interprétée par Denise Richards, qui se fera connaître pour ses rôles dans Starship Troopers, Sexcrimes et Le monde ne suffit pas quelques années plus tard.

### Épisode 18:Les Vieux
- Titre original : The Old Man
- Numéro(s) : 58 (4.18) / Diff° 4.18
- Scénariste(s) : Larry Charles
- Réalisateur(s) : Tom Cherones
- Diffusion(s) :
  -  États-Unis : 18 février 1993
- Invité(es) :
- Résumé : Elaine va faire du bénévolat en aidant une vieille personne. Cette idée tente Jerry et George.
Kramer et Newman récupèrent de vieux vinyles pour les vendre à un magasin.
Jerry va tenir compagnie à Sid, 87 ans. George emmène Ben, 85 ans, au Monk's. Elaine va chez la vieille madame Oliver. Tout ne se passe pas comme chacun l'attendait...
Kramer et Newman peuvent venir chercher chez Sid sa collection de vieux disques...
- Commentaire : Le personnage de Newman, interprété par Wayne Knight, est présent dans cet épisode. On apprend qu'il est employé postal.
  - Le nom du personnage de Sid, Sidney Fields, fait honneur à Sidney Fields, un des scénaristes de Abbott et Costello, un couple de comédie américain des années 40 et 50.

### Épisode 19:Avant... scène
- Titre original : The Implant
- Numéro(s) : 59 (4.19) / Diff° 4.19
- Scénariste(s) : Peter Mehlman
- Réalisateur(s) : Tom Cherones
- Diffusion(s) :
  -  États-Unis : 25 février 1993
- Invité(es) :
- Résumé : Au fitness, Jerry admire Sidra, avec qui il est déjà sorti, et surtout sa plastique. Elaine lui révèle qu'« ils sont faux ». Pour Jerry, elle vérifiera de visu.
George sort avec Betsy et souhaiterait asseoir sa situation de petit ami. Un décès dans la famille de celle-ci va lui permettre d'être plus présent, donc d'atteindre son but.
Elaine se trouve au sauna en compagnie de Sidra et une maladresse lui permet de constater que les seins de celle-ci sont vrais! Elle fait son rapport à Jerry, qui reste encore dubitatif: il tentera donc de lui poser la question.
Kramer est sûr d'avoir aperçu Salman Rushdie au fitness.
La présence de George aux funérailles dans la famille de Betsy tourne à la catastrophe.
Sidra trouve douteuses les allusions de Jerry sur les femmes qui se font refaire la poitrine. Au moment où elle apprend qu'Elaine et Jerry se connaissent, elle comprend quel a été leur souci et quitte Jerry.
- Commentaire : « Ils sont faux » (« They're fake ») fait évidemment allusion à la poitrine de Sidra.
  - Sidra est interprétée par Teri Hatcher, qui se fera connaître par son rôle principal dans Loïs et Clark (une nouvelle version de Superman qui débute la même année que celle de la diffusion de cet épisode) ainsi que par celui de Susan, plus tard, dans Desperate Housewives.
  - Jerry évoque l'actrice Jayne Mansfield, connue aussi pour ses formes généreuses.
  - George, aux funérailles, se comporte comme un malappris égoïste : non seulement il cherche à obtenir un acte décès de la défunte pour se faire rembourser une partie de son billet d'avion mais, en plus, il se bagarre avec le frère de Betsy car celui-ci l'a vu tremper deux fois de suite la même chip dans une sauce du buffet et lui dit que c'est impoli.
  - Noter la réplique finale de Sidra lorsqu'elle quitte Jerry : « And by the way, they're real, and they're spectacular! » (« Et d'ailleurs, ils sont vrais, et ils sont spectaculaires ! »).

### Épisode 20:Handicapé
- Titre original : The Handicap Spot
- Numéro(s) : 60 (4.20) / Diff° 4.20
- Scénariste(s) : Larry David
- Réalisateur(s) : Tom Cherones
- Diffusion(s) :
  -  États-Unis : 13 mai 1993
- Invité(es) :
- Résumé : Jerry et ses amis sont invités aux fiançailles de leur connaissance Drake et se cotisent pour acheter un cadeau. À cette fin, ils utilisent la voiture de Frank, le père de George, pour se rendre au centre commercial et se parquent sur une place pour handicapés. Quand ils reviennent après leur achat (un beau téléviseur), une handicapée en chaise roulante s'est blessée à cause de la voiture de George et une ambulance a été appelée. La foule gronde contre l'irrespectueux qui a osé se garer là ! Les quatre amis se défilent et, quand ils reviennent une heure ou deux plus tard, la voiture a été gravement endommagée!
George se fait engueuler par son père.
À l'hôpital où il est allé lui rendre visite, Kramer est tombé amoureux de la femme accidentée au parking. Il force George à participer au paiement d'une chaise roulante de remplacement.
Ayant manqué la soirée des fiançailles, Jerry et Elaine rendent visite aux fiancés quelques jours plus tard. Ils apprennent qu'ils viennent de se séparer. Il leur faut donc récupérer le téléviseur onéreux.
Alors que Frank est remercié officiellement pour ses actions caritatives devant une foule de bénévoles, la police vient l'arrêter car on a retrouvé sa voiture sur une place pour handicapés...
Jerry, Elaine, George et Kramer ont récupéré le téléviseur et le ramènent au magasin. Il n'y a pas de place de parking, sauf devant cette bouche d'incendie...
- Commentaire : Cet épisode marque la première apparition du père de George, Frank Costanza.
  - Cet épisode a été diffusé dans deux versions différentes (présentes sur le DVD), avec deux acteurs différents dans le rôle de Frank, d'abord John Randolph, puis Jerry Stiller (père de Ben Stiller) qui a obtenu le rôle définitivement.
  - Se garer devant une bouche d'incendie, comme sur une place réservée aux handicapés, est une infraction et représente un summum de l'incivilité aux États-Unis.
  - À noter la réplique suivante, le vendeur de fauteuil roulant parlant à George et à Kramer qui souhaitaient acheter un nouveau fauteuil à la jeune femme handicapée : « Ceci est notre meilleur modèle : le cougar 9000, c'est la Rolls Royce des fauteuils roulants. Avec ce fauteuil, vous êtes presque content de vous retrouver handicapé ! »
  - À noter le dialogue suivant : Jerry, Elaine et George essayant de récupérer le cadeau très cher offert à Drake et sa fiancée (Allyson The Drakette en VO) après leur rupture prématurée.
 Elaine : « Tu veux dire appeler quelqu'un que je ne connais pas pour lui demander de nous renvoyer les cadeaux chers, je suis douée pour ça ?
 Jerry :...Oui, tu es douée pour ça !
 Elaine : Très bien donne-moi le téléphone !
 Jerry : Tu sais j'ai l'intention de me mettre au yoyo.
 George : C'est vrai ?
 Jerry : Hum, hum.
 George : Intéressant.
 Allyson : Allo ?
 Elaine : Ah ! Allyson, ça va ? Ici c'est Elaine.
 Allyson : J'ai donné tous les cadeaux à une œuvre de charité.
 Elaine : Oh ! Je vois. Eh bien, je vous remercie c'est gentil. Je suis vraiment désolée pour vos fiançailles.
 Allyson : Je déteste Drake.
 Elaine : Rassurez-vous tout le monde le déteste. Au revoir.
 Elaine : Elle l'a donnée à une œuvre de charité.
 Jerry : Une œuvre de charité ? C'est vraiment consternant !
 George : Comment quelqu'un peut-il être aussi égoïste et surtout irresponsable ?! »
  - George et Elaine sont doublés par d'autres acteurs.

### Épisode 21:Nom de nom
- Titre original : The Junior Mint
- Numéro(s) : 61 (4.21) / Diff° 4.21
- Scénariste(s) : Andy Robin
- Réalisateur(s) : Tom Cherones
- Diffusion(s) :
  -  États-Unis : 18 mars 1993
- Invité(es) :
- Résumé : Jerry sort avec une femme dont il n'a pas retenu le prénom.
George visionne le film Maman, j'ai raté l'avion (Home Alone en anglais), ce qui le fait pleurer.
Elaine va rendre visite à l'hôpital à un homme dont elle aimerait se séparer, Roy, car il est trop gros. Sur place, elle se rend compte qu'il a perdu énormément de poids et qu'il lui plaît ainsi. 
Jerry apprend seulement de sa petite amie que son prénom rime avec une partie de l'anatomie féminine... Plus tard, George et lui cherchent quels prénoms riment...
Jerry et Kramer assistent à l'opération de Roy et une grave maladresse fait qu'un de leurs bonbons tombe dans le corps ouvert de l'opéré ! George, lorsqu'il apprend plus tard que l'artiste Roy va mal, décide d'acquérir une de ses œuvres car cela va prendre de la valeur s'il meurt...
Jerry teste le prénom Mulva avec sa petite amie, et fouille même dans son sac. Finalement elle comprend que Jerry ne sait même plus son nom et le quitte.
- Commentaires :
  - Dans l'épisode, le mot « poitrine » permet à Jerry et George d'envisager les prénoms Adeline, Régine, Angine (en anglais, « breast » donne Celeste, Kest, Hest) ; « matrice » donne Alice (« urethra » : Aretha) ; « ovaires », Esther (« ovary » : Bovary) ; « vulve », Mulve (« vulva » : Mulva) ; « nipple », Gipple et « areola » Loleola ; enfin, Dolores donne « clitoris » (idem en anglais), ce qui montre que le travail des traducteurs n'est pas toujours facile. À la base sa petite amie s'appelait Cloris (clitoris), En filmant l'épisode, un comique réchauffait le public du studio entre deux scènes et leur a demandé de deviner le nom de la petite amie de Jerry, un membre de public a dit Dolores qui a été considérée un meilleur prénom que le choix initial. Jerry Seinfeld a approuvé à temps pour l'ajouter au scénario et la scène a été filmée.
  - Les marques de bonbons M&M's et Life Savers ont refusé de voir leurs noms apparaître dans la série. Ce qui s’est avéré être un succès pour les bonbons Junior Mints, car l'épisode dans lequel un bonbon Junior Mints atterrit dans le corps d’un homme pendant une opération est l’un des plus appréciés de la série. Dans cette scène, c'est un York Peppermint Pattie qui a été utilisé parce qu'un bonbon Junior Mints était trop petit pour être filmé[1].

### Épisode 22:Odeurs
- Titre original : The Smelly Car
- Numéro(s) : 62 (4.22) / Diff° 4.22
- Scénariste(s) : Larry David et Peter Mehlman
- Réalisateur(s) : Tom Cherones
- Diffusion(s) :
  -  États-Unis : 15 avril 1993
- Invité(es) :
- Résumé : Jerry et Elaine sortent d'un restaurant et attendent que le parking valet leur ramène la voiture. Ensuite, en chemin, ils se rendent compte que le véhicule pue atrocement.
Elaine est chez son nouveau petit ami, Karl, mais celui-ci est dégoûté par son odeur.
Au vidéo-club, George, accompagné de Kramer, ramène une cassette et tombe sur Susan, en tendre compagnie avec Mona, avec qui elle forme un couple depuis sa séparation de George!
Kramer fait remarquer à Jerry qu'il pue. George questionne Jerry s'il est possible que Susan soit devenue lesbienne à cause de lui. Ils vont ensemble au restaurant réclamer les frais de nettoyage de la voiture car c'est l'employé du parking qui en est tenu responsable.
Kramer a séduit Mona, la petite amie de Susan.
Jerry fait nettoyer son automobile de fond en comble et Elaine fait de même pour ses cheveux. Mais cela sent encore après...
Au Monk's, George tente de séduire de nouveau Susan et Allison arrive: elles se plaisent manifestement.
Jerry essaie de vendre sa voiture qui pue encore et toujours...
- Commentaire : Jerry possède une BMW.
  - Le film que George a emprunté est Rochelle, Rochelle, un film qui est cité plusieurs fois dans la série et dont l'accroche est « Le surprenant voyage érotique d'une jeune fille de Milan à Minsk ».
  - Allison est apparue dans l'épisode 056 En être ou ne pas en être, et revient dans le 064.

### Épisodes 23/24:Y a-t-il un pilote dans la série?
- Titre original : The Pilot - 1/2 & 2/2
- Numéro(s) : 4. / Diff° 4.23, 4.24
- Scénariste(s) : Larry David
- Réalisateur(s) : Tom Cherones
- Diffusion(s) :
  -  États-Unis : 20 mai 1993
- Invité(es) :
- Résumé : L'épisode pilote de la série Jerry va enfin être tourné par NBC. Kramer veut jouer son propre rôle mais ni Jerry ni George sont d'accord.
Russell est fou amoureux d'Elaine, elle pas, et il déprime.
 George est chez sa thérapeute, Dana: il craint que le succès récompense la série et que le destin le fasse mourir avant de pouvoir en profiter.
Chez NBC, Jerry et George procèdent, avec des cadres de la chaîne, au casting.
Elaine remarque que toutes les serveuses chez Monk's ont de gros seins. C'est, selon elle, de la discrimination: elle va aller offrir ses services pour coincer le patron.
L'actrice pour le rôle d'Elaine drague ouvertement Jerry.
Comme elle n'a pas été engagée au Monk's, Elaine va déposer plainte auprès d'un service de l'égalité de traitement à l'emploi.
NBC tourne l'épisode pilote. Les cadres ne trouvent pas que Jerry soit un bon acteur. Tous sur le plateau ont à se plaindre du comportement de George qui veut donner des conseils à chacun.
Une semaine plus tard, les quatre amis visionnent ensemble chez Jerry le passage de l'épisode à la télévision et ils en sont très satisfaits.
Russell a disparu et sa remplaçante chez NBC, Rita, annonce à Jerry qu'elle annule le projet de la série...
Au Monk's, Elaine surprend les fonctionnaires à qui elle avait dénoncé la discrimination dite des gros seins. Elle accuse le patron droit dans les yeux: « Elles ont toutes quelque chose en commun ! » ; il répond : « Oui, ce sont toutes mes filles »."
- Commentaire : Double épisode de 40 minutes.
  - Durant la scène du pilote, pour créer une ambiance et pour le clin d'œil on y aperçoit beaucoup de personnes travaillant pour la série : scénaristes, réalisateur, doublures, membres de la technique, assistants, responsables de NBC et même le véritable agent de Jerry.
  - Noter la séance du casting, avec notamment un Kramer qui se présente sous le nom de Martin van Nostrand.
  - L'épisode est riche de thèmes secondaires (subplot): outre l'anecdote des gros seins, Kramer est très malade, Joe Devola fait quelques apparitions, Russell termine comme activiste de Greenpeace car Elaine lui avait mentionné admirer leur action...
  - On retrouve Larry David et Larry Charles dans cet épisode cette fois en tant que deux activistes de Greenpeace (scène du bateau avec Russell).
  - Larry Hankin  joue le rôle de Kramer. Plus tard il jouera Mr Heckles, voisin du dessous de Rachel et Monica dans la série Friends.
  - Mariska Hargitay, qui deviendra célèbre par la suite pour son rôle de l'inspecteur Olivia Benson dans la série New York, unité spéciale, joue dans cet épisode (candidate pour le rôle d'Elaine). De plus elle est la fille de Jayne Mansfield citée par Jerry dans l'épisode 19 de cette même saison.
  - Elaine retrouve le portefeuille de Morty (le père de Jerry) qu'on lui avait soi-disant volé dans l'épisode 5 de cette même saison.
  - Pendant que Jerry et consorts regardent la télévision, le spectateur a droit au retour de toute une série de personnages de la série qui, eux aussi, visionnent l'émission :
    - Susan, l'ex-petite amie de George, ancienne cadre de NBC, vue dans plusieurs épisodes, enlacée avec Allison de l'épisode 056 En être ou ne pas en être, autre ex-petite amie de George ;
    - Sid, le vieil homme (058 Les Vieux) et son aide sénégalaise ;
    - Marla et John-John (051 : Onaniste qui mal y pense) ;
    - Drake et sa femme (060 Handicapé), en train de visionner l'émission sur un téléviseur de poche ;
    - Cheryl, l'avocate chinoise, et son cousin Ping (054 L'Avocate) ;
    - Donald, l'homme-bulle, et ses parents (047 Chacun dans sa bulle) ;
    - les parents de Jerry, Helen et Morty ;
    - Tia (052 L'Aéroport, 053 Indiscrétion) et Calvin Klein (053) ;
    - Sidra et le sosie de Salman Rushdie (059 : Avant... scène) ;
    - Newman (qui s'est endormi dans ses chips).